# Sinophora hasegawai
Sinophora hasegawai är en insektsart som beskrevs av Matsumura 1942. Sinophora hasegawai ingår i släktet Sinophora och familjen spottstritar. Inga underarter finns listade i Catalogue of Life.